# Kameničská vrchovina
Kameničská vrchovina je krajinná oblast (horopisná jednotka) a geomorfologický okrsek o rozloze 393,33 km² v centrální části Sečské vrchoviny, součást pohoří Železných hor v regionálním členění georeliéfu (tvaru zemského povrchu) Česka. Leží z hlediska administrativně správního většinou plochy v okrese Chrudim náležejícím do Pardubického kraje, částí na jihozápadě (v pásu mezi Rušinovem a Slavíkovem) v okrese Havlíčkův Brod a na jihovýchodě (od Chlumětína k Herálci až Svratce) v okrese Žďár nad Sázavou, náležejících do Kraje Vysočina.
Krajinná oblast o šířce kolem 11 km, například na liniích Hoješín – Licibořice, Spálava – Ctětín, Chlum – Vojtěchov, má protáhlý nepravidelný tvar, orientovaný ve směru severozápad – jihovýchod, o délce přibližně 30 km mezi obcemi Vápenný Podol a Kameničky. Povrchem je ukloněna od jihozápadu k severovýchodu (typicky Seč – Škrovád nebo Modletín – Nasavrky).
Typem georeliéfu členitá vrchovina v nadmořských výškách přibližně 275–738 m, se složitou geologickou stavbou, tvořená hlubinnými vyvřelinami železnohorského plutonu v oblasti Nasavrky – Trhová Kamenice – Hlinsko (až Skuteč ve Skutečské pahorkatině). V silurských vápencích chrudimského staršího paleozoika v oblasti Prachovic a Vápenného Podola se vytvořily tvary tropického krasu. Na jihovýchodě oblasti (Hlinsko) se nacházejí horniny hlinského proterozoika a paleozoika tzv. hlinské zóny, ve sníženině typu kotliny (Kameničky, Herálec až Svratka) horniny svrateckého krystalinika s ostrůvky náležejícími do české křídové pánve.
V centrální části plochý povrch vrchoviny rozrušen hlubokým kaňonovitým údolím Chrudimky, nejvýznamnější řekou krajinné oblasti. Nejníže je situována hladiny řeky kolem 275 m n. m. na katastrálním území města Slatiňany. Horopisem (orografie) nejvyšší geomorfologický okrsek Železných hor, nejvyšších nadmořských výšek dosahuje vrchovina ve dvou pásmech vrcholů.
Na jihozápadě výrazný železnohorský hřbet mezi městem Třemošnice a obcí Slavíkov, vrcholící v Chráněné krajinné oblasti Železné hory vrchem Vestec (668 m n. m.) na katastrálním území Horní Vestec v okrese Havlíčkův Brod náležejícím do Kraje Vysočina. Nad pravým břehem koryta řeky Chrudimky, od vodní nádrže Seč k obci Dědová vnitřní hřeben s nejvyšším vrcholem se zeměpisným názvem U oběšeného (738 m n. m.) na katastrálním území obce Svratouch v okrese Chrudim náležejícím do Pardubického kraje.

## Geografie
V geografii Česka je Kameničská vrchovina situována od nejnižší polohy u řeky Chrudimky ve Slatiňanech v nadmořské výšce 275 m k vrcholu U oběšeného s nadmořskou výškou 738 m severozápadně nad Svratouchem, s nejvyšším bodem Kameničské vrchoviny, současně Železných hor a jejich jihovýchodní části nazvané Sečská vrchovina.
Ve směru severovýchod – jihozápad stoupá terén od Chrudimky, nedaleko „Mostu knížete Auersperga“ ve Slatiňanech, k vrchům Hůra (393 m n. m.), Na chocholce (452 m n. m.), Na hranicích (564 m n. m.) a Bučina (606 m n. m.) nad Podhradskou kotlinu, kterou vrchovina obepíná od východu v oblasti Prachovic a Vápenného Podola, od jihu návrším Na farářství (522 m n. m.) s městem Sečí a na západě lokalitou s národní přírodní památkou Kaňkovy hory nad Třemošnicí.
Kaňkovy hory (hřeben až 560 m n. m.) jsou součástí jihozápadního hřbetu Železných hor, pokračujícího směrem na Rušinov (Bučina 627 m n. m.), Spálavu (Spálava 663 m n. m.) a Horní Vestec (vrch Vestec 668 m n. m.). Jihovýchodní pásmo vnitřního hřebene Železných hor se táhne nad pravým břehem Chrudimky, od jejího ostrého ohybu v prostoru vodní nádrže Seč pod vrchem Olšina (559 m n. m.) a stoupá nadmořskou výškou s vrchy Borovina (603 m n. m.), Krásný (617 m n. m., stejnojmenný zaměřený trigonometrický bod 614,2 m n. m.), Plesný (611 m n. m.), Svárov (613 m n. m.), Medkovy kopce (638 m n. m.), Čertovina (655 m n. m.), Dědovský kopec (676 m n. m.) a od něho vrcholí dvěma výběžky, v jihozápadním směru s vrchem Pešava (697 m n. m.) a v jihovýchodním s nejvyšším vrchem U oběšeného (738 m n. m.).
Kameničskou vrchovinu lze přibližně vymezit obcemi (místy) po jejím obvodu od severu: Chrudim (nejsevernější bod v lokalitě Podhůra), Slatiňany (nejnižší poloha v úrovni hladiny řeky Chrudimky nedaleko „Mostu knížete Auersperga"), Škrovád, Licibořice, Nasavrky, Ctětín, Včelákov (lokalita Paseky), Dolní Holetín, Pokřikov (železniční zastávka), Krouna (rybník Pilský), Rychnov (podél Rychnovského potoka k silnici I/34), Pustá Kamenice (od silnice I/34 svahem vrchu U javoru 659 m n. m., železniční zastávka nad rybníkem Kamenice, lokalita Radčany, bezejmenný vrchol 639 m n. m. nad lokalitou Pekelec), Čachnov (lokalita Kovářka), Krouna (lokalita V hliníkách, řeka Krounka pod Kořenným kopcem 667 m n. m.), Svratouch (vrchol sedla 707 m n. m. mezi vrchy U oběšeného a Otava), Svratka (koryto řeky Svratky), Herálec (lokality Brušovec, Kocanda, rybník Šantrůček), Lhoty (Krejcarský potok v lokalitě Pod Mýtem), Vortová (vrch Černá skalka 659 m n. m., lokalita Staré Hutě), Krucemburk (lokalita Rychtářka), ostrý výběžek ve směru městyse Vojnův Městec, Košinov, Všeradov (soutok potoka Slubice a řeky Chrudimky), Trhová Kamenice (Mlýnský rybník), Zubří, Křemenice, Slavíkov, Podmoklany, Sloupno, Lhůta, Běstvina, Třemošnice (koryto Zlatého potoka, Hedvikov, východní úpatí Kaňkových hor), Horní Počátky (lokalita Dvorce s korytem Počáteckého potoka), Žďárec u Seče, svahy vrcholů Pod Bučinou (542 m n. m.), Bučina (606 m n. m.) a Prachovický kopec (485 m n. m.), Míčov-Sušice, Uherčice (lokalita Rozpakov), Čejkovice, Rabštejnská Lhota a opět Chrudim.

### Původ názvu
Zeměpisné jméno (oronymum) je odvozeno od sídelní lokality Kameničky (část městyse Trhová Kamenice), ležící na svahu vnitřního hřebene Železných hor nad řekou Chrudimkou, s typickým georeliéfem krajiny centrální části Kameničské vrchoviny.

### Geomorfologie a přírodní poměry
Geomorfologie řadí Kameničskou vrchovinu mezi geomorfologické okrsky v rámci regionálního členění georeliéfu provedeného systémově pro celé území Česka. Řádově nejnižší geomorfologická jednotka se dále nedělí, charakterizuje ji obecně typ georeliéfu se stejným původem povrchových tvarů a s podobnou výškovou polohou. V seznamu geomorfologických jednotek je označena pětimístným indexem IIC-3B-1.
Tvoří skladebnou část geomorfologického podcelku Sečská vrchovina (index IIC-3B) spolu s dalšími třemi geomorfologickými okrsky: Skutečská pahorkatina (index IIC-3B-2), Stružinecká pahorkatina (index IIC-3B-3) a Podhradská kotlina (index IIC-3B-4). V rámci Sečské vrchoviny je horopisně nejvyšším geomorfologickým okrskem.
Z hlediska historie geomorfologického vývoje georeliéfu je Kameničská vrchovina součástí geomorfologického celku Železné hory (index IIC-3), severním okrajem sousedí (Míčov-Sušice až Rabštejnská Lhota) s jeho podcelkem Chvaletická pahorkatina (index IIC-3A).
Na několika úsecích se sousedícími geomorfologickými okrsky tvoří rozhraní s několika rozdílnými geomorfologickými celky:
- Svitavská pahorkatina (index VIC-3); v úseku Rabštejnská Lhota – Slatiňany s geomorfologickým okrskem Heřmanoměstecká tabule (index VIC-3C-3) a Slatiňany – Škrovád s geomorfologickým okrskem Hrochotýnecká tabule (index VIC-3C-2) náležejícími do geomorfologického podcelku Chrudimská tabule (index VIC-3C).
- Hornosvratecká vrchovina (index IIC-4); v úseku Proseč – Svratka s geomorfologickým okrskem Borovský les (index IIC-4A-1) a Svratka – Vojnův Městec s geomorfologickým okrskem Devítiskalská vrchovina (index IIC-4A-3) náležejícími do geomorfologického podcelku Žďárské vrchy (index IIC-4A).
- Hornosázavská pahorkatina (index IIC-2); v úseku Vojnův Městec – Krucemburk s geomorfologickým okrskem Dářská brázda (index IIC-2C-3) a v krátkém úseku u Podmoklan s geomorfologickým okrskem Chotěbořská pahorkatina (IIC-2C-1) náležejícími do geomorfologického podcelku Havlíčkobrodská pahorkatina (index IIC-2C), v úseku od Podmoklan k Třemošnici podél části tzv. železnohorského zlomu a také geomorfologického útvaru Dlouhá mez (terénní vlna s druhohorními usazeninami) s geomorfologickým okrskem Doubravská brázda (index IIC-2A-3) náležejícím do geomorfologického podcelku Kutnohorská plošina (index IIC-2A).

Přírodní oblast náleží do dubo-bukového, bukového až jedlo-bukového vegetačního stupně, zalesněna je převážně smrky, v malých lokalitách s příměsí borovice a bukových porostů na menších plochách. Nejzachovalejším místem se zbytky původních jedlových bučin s klenem a lokalitou pralesního charakteru je jedna z nejstarších chráněných lokalit v českých zemích od roku 1933 v přírodní rezervací Polom nad Horním Bradlem. Ukázkou bučin a suťových lesů jsou svahy lokalit národní přírodní památky Kaňkovy hory a na území významné geologické lokality Lichnice – Kaňkovy hory, dnes stejnojmenné evropsky významné lokality a také národní přírodní rezervace Lichnice (částečně na území geomorfologického okrsku Podhradská kotlina).

### Chrudimka
Významný podíl na utváření krajinného rázu Kameničské vrchoviny má řeka Chrudimka, nejvýznamnější vodní tok v rámci geomorfologického okrsku. Vytvářením erozních rýh a údolí formovaných do výšky i do šířky (fluviální eroze) doznala krajina v průběhu geologického času významných změn. Rozsáhlé prameniště řeky leží na katastrálním území obce Kameničky, významný je Filipovský pramen severozápadně od vrcholu U oběšeného, vyvěrá v nadmořské výšce přibližně 705 m na okraji lesní lokality Humperky, na rozhraní katastrálních území obcí Krouna a Svratouch, pod horní hranou vysokého svahu (cca 50 m) jihovýchodně nad vesničkou Filipov (přibližně 660 m n. m.), od ní název pramene.
Pramenné zdrojnice na více místech několika obcí: Kameničky (lokalita V kopaninách a v části obce Filipov lokalita U Ovčína), Dědová (severně od vrchu Na kopci 681 m n. m. a jihozápadně od vrchu Na Bahnech 663 m n. m., v lokalitě přírodní památky Bahna), Krouna (s bohatě rozvětvenými přítoky v lesní lokalitě Humperky, s nejznámějším Filipovským pramenem na rozhraní katastrálních území obcí Krouna a Svratouch).
V horním toku protéká řeka územím hlubinných magmatických hornin (granit a granodiorit a také diorit a gabro). Kamenité koryto dalo řece původní místní název Kamenice. Údolí protékané řekou od Kameniček k městu Hlinsko jsou poměrně široká, řeka obtéká velkým obloukem vrcholy Pešava (697 m n. m.) a Hrobka (688 m n. m.), ležící na katastrálním území obce Jeníkov, u obce Hamry byl využit výhodný údolní profil koryta řeky ke stavbě první vodní nádrže na Chrudimce se sypanou vodní hrází (vodní nádrž Hamry).
Od levostranného přítoku Slubice odděluje Chrudimka korytem Kameničskou vrchovinu od Stružinecké pahorkatiny, ležící nad jejím levým břehem. Od Trhové Kamenice je údolí sevřenější svahy vrchů podél obou břehů a v prostoru vodní nádrže Seč se Chrudimka stáčí k severovýchodu v ostrém ohybu, který dal v minulosti řece pomístní jméno Ohebka a skalnímu výstupu se zříceninou hradu název Oheb (též přírodní rezervace Oheb).
Řeka v několika lokalitách rozřezává plochý povrch vrchoviny hlubokým až kaňonovitým údolím, nejvýrazněji v lokalitě Krkanka se stejnojmennou přírodní rezervací (v Kameničské vrchovině přibližně k pravostrannému přítoku Debrný pod Nasavrky) a také v lokalitě Peklo s přírodní rezervací Strádovské Peklo (již ve Skutečské pahorkatině), kde se její tok stáčí více severněji ke Škrovádu. V krátkém úseku ve Slatiňanech se řeka Chrudimka vrací na území Kameničské vrchoviny v nejnižších polohách. Ve Slatiňanech opouští Kameničskou vrchovinu a oblast Železných hor.
Celkem 867,07 km² činí plocha povodí Chrudimky, délka toku od Filipovského pramene po řeku Labe přibližně 106 km a cca 489 m výškový rozdíl vodního pramene (705 m) a ústí řeky do Labe v říčním km 966,66 na území města Pardubice, v nadmořské výšce přibližně 216 m.

#### Zajímavost řeky
Chrudimka ve středním toku, s velkými změnami směru koryta, poznamenána složitým geologickým vývojem v průběhu třetihor (geologického období náležejícího do éry kenozoika), s probíhajícím úklonem železnohorské zemské kry k severovýchodu. Podle nálezu sedimentů se předpokládá, že řeka (dnes Chrudimka) protékala v severozápadním směru v hydrogeografické ose Trhová Kamenice – vodní nádrž Seč (pod sídelní lokalitou Horní Ves v katastru Hoješín) a dále pokračovala dnešním korytem Počáteckého a následně Zlatého potoka, s ústím do řeky Doubravy. Na základě probíhajících změn v georeliéfu (v důsledku zdvihu zemského povrchu na železnohorské tektonické linii) řeka výrazně změnila tok do směru současné hydrogeografické osy Chrudimky od vodní nádrže Seč k údolní nádrži Křižanovice.

### Geologie
Geologické podloží rozsáhlého území je velice rozmanité, tvoří ho horniny migmatit, granodiorit v centrální části a u Třemošnice, břidlice, prachovec (silt), vápenec kolem Prachovic a Vápenného Podola s krasovými jevy (Páterova a Podolská jeskyně), křemenec mezi Rabštejnem a Slatiňany, granit, granodiorit a tonalit mezi Sečí a Liboměřicemi, migmatit a ortorula u Krouny až Pusté Kamenice, pararula a migmatit mezi Horním Bradlem a Rušinovem, gabro nad Horním Bradlem, granodiorit kolem Trhové Kamenice, břidlice a ortorula u Hlinska a také svor v okrajové části na jihovýchodě mezi Chlumětínem a Čachnovem. V oblasti nivního sedimentu podél vodních toků je to písek a štěrk.
Rozsáhlý tzv. žulový Skutečsko – nasavrcký masiv je ze severu uzavřený usazeninami staršího paleozoika (prvohory), z jihu horninami železnohorského paleozoika až proterozoika (starohory). Výrazný je tzv. železnohorským zlomem na jihozápadním okraji, s horninami kutnohorského (ohebského) krystalinika.

#### Geologické lokality
Česká geologická služba dokumentuje v oblasti významné geologické lokality:
- Běstvina – Javorka (štola, odval, bývalý lom, ID 3586).
- Ctětín (jámový lom, ID 3625).
- Čachnov (zatopený lom – skarn, ID 2811) a lokalita Ruda (zavezený lom, pozůstatky šachty po dobývání železné rudy, ID 2812).
- Deblov (skalní výchozy, ID 3592).
- Dědová – lokalita Humperky (opuštěný malý lom, ID 2934) a Fortna (skalka, ID 2935).
- Horní Lhotka – lom (opuštěný malý lom na styku amfibolitu a migmatitu, ID 2631).
- Hudeč (pramenné vývěry, ID 3609).
- Chrudim – lom Podhůra (ID 3616).
- Kameničky – Volákův kopec (na vrcholu Vojtěchova kopce zatopený kamenolom, skalní stěny tvořené pararulou, ID 1757).
- Kraskov – Havířské jámy a sejpy (zářez a ústí štoly, ID 3661).
- Krkanka (skalní výchozy, mrazové sruby, ID 1632).
- Krouna (skalní výchozy, ID 2936).
- Křemenice (zavezený lom, v 19. století se dobýval křemen pro výrobu skla, ID 2636).
- Libkov (opuštěný lom, ID 3613).
- Nasavrky (výchozy zvětralých granitoidů, zatopené malé lomy, ID 3597), lom Debrný (opuštěný stěnový lom, ID 3660).
- Nehodovka (ID 2634).
- Polánka (jámy opuštěného lomu, ID 3614).
- Prachovice (rozsáhlé ložisko vápence a vápnitých břidlic v areálu velkolomu s různými typy hornin i minerály v krasových dutinách, ID 3657).
- Proseč (bývalý stěnový lom, ID 3620).
- Pustá Kamenice (skalní výchoz, ID 2942).
- Rabštejnská Lhota – Na skalách (opuštěný lom, odkryté mořské křídové sedimenty, ID 112) a Jeskyně u Tyrolského domku (ID 3666).
- Rychnov – Hapova skála (skalní uskupení, ID 2940).
- Seč – Oheb (skalnatý ostroh se strmými stěnami, ID 1586).
- Sloupno (terasovitý lom na drcené kamenivo na rozhraní katastru Sloupno a Slavíkov, nad lomem tzv. Štikovská vyhlídka (Štikov) s rozhledem na část hlavního jihozápadního železnohorského hřbetu a také na terénní val tzv. Dlouhé meze v geomorfologickém okrsku Doubravská brázda, ID 2635).
- Srní (jámový lom, ID 3627).
- Třemošnice – Lichnice - Kaňkovy hory (ID 1601).
- Vápenný Podol (skalní výchoz u kostela, ID 3595), Páterova jeskyně (ID 3605) a Podolská jeskyně (ID 3604).
- Žďárec u Seče (skalní výchozy, ID 3606).

### Vodstvo
Vodstvo v krajinné oblasti náleží z větší části do povodí Chrudimky. Rozsáhlé prameniště Chrudimky leží nad obcí Kameničky, rozvodnici řeky lze vymezit, přibližně od nejsevernějšího bodu, obcemi (místy): Dědová (polohy 676 m n. m. a 677 m n. m. u silnice směr Čertovina), vrchol Na Bahnech (663 m n. m.), lesní lokalita Humperky (686 m n. m.), Svratouch, vrchol U oběšeného (738 m n. m. s rozhraním na hlavním evropském rozvodí Labe – Dunaj), Chlumětín, vrchol Na Myškově kopci (715 m n. m.), odbočka Paseky ze silnice Chlumětín – Kameničky, Kameničky, lokalita V dolci (683 m n. m.), Vojtěchův kopec (674 m n. m.), rybník Krejcar na rozhraní s Chlumětínským potokem v lokalitě Rejha, lesní lokalita Ohrady (637 m n. m.), rybník Groš, výškový bod Na chochole (645 m n. m.), Jeníkov (výškový bod 641 m n. m.), lokalita Na cimbále (660 m n. m.), výškový bod 670 m n. m., vrchol Hrobka (688 m n. m.), silnice II/343 s geodetickým bodem 681,52 m n. m., vrchol Pešava (697 m n. m.), výškový bod Na kopci (681 m n. m.) a opět polohy v katastru Dědová.
Několik menších vodních toků odvádí vody na severu (s potoky Podolský, Citkovský, Bylanka v okolí Vápenného Podola a také Červeným a Markovickým potokem) do řeky Labe a na jihozápadě do řeky Doubravy (Počátecký a Zlatý potok v oblasti Žďárce u Seče, Blatnický potok a Barovka u Chloumku). Vodní toky mezi Včelákovem a Krounou (Ležák, Žejbro, Krounka) odvádí vody na severovýchodě oblasti a tvoří již mimo Kameničskou vrchovinu levostranné přítoky Novohradky, která je dnes pravostranným přítokem Chrudimky v oblasti Heřmanoměstecké tabule. Malá část území na úbočí vrcholu U oběšeného na katastrálním území obce Svratouch je odvodňována stejnojmenným potokem (na území města Svratky v dolním toku s názvem Řivnáč) v povodí Svratky.

#### Vodní toky
- Chrudimka, levostranný přítok Labe, nejvýznamnější řeka krajinné oblasti tvořící její hydrogeografickou osu od jejího prameniště nad obcí Kameničky v části Filipov, který dal jméno hlavní zdrojnici řeky Filipovský pramen. Označení a úpravu okolí pramene provedli v roce 1973 žáci středního učiliště bývalého národního podniku Transporta Chrudim a stalo se výchozím místem pro vlastivědnou stezku Krajem Chrudimky s cílem ve městě Chrudim.[12] Řeka do 17. století jmenovaná Kamenice,[13] od jejího názvu údajně odvozen i název obce Kameničky (modrý hrot ve znaku znázorňuje symbol pramene řeky).[14] Jiný zdroj uvádí naopak, že od místa prameniště nad obcí Kameničky bylo odvozeno pojmenování řeky (podle místa, kudy protéká),[15] například ve středním toku s názvem Ohebka, podle ostrého ohybu koryta řeky patrném ve vodní nádrži Seč. V průběhu 17. století řeka označena zeměpisným jménem Chrudimka[13] podle města Chrudim, protékaném v dolním toku.
- Krounka, levostranný přítok Novohradky, prameniště severně od vrcholu U oběšeného (738 m n. m.), na hranici katastrů obcí Krouna a Svratouch, protéká Skutečskou pahorkatinou a na rozhraní s Novohradskou a Štěpánovskou stupňovinou opouští pod Shoří oblast Železných hor.
- Ležák, levostranný přítok Novohradky, prameniště západně pod vrcholem Medkovy kopce (638 m n. m.) na okraji části obce Horní Holetín, v horním toku s názvem Holetínka, v Dolním Holetíně vtéká do Skutečské pahorkatiny a od bývalé osady Ležáky nese název Ležák, v Bítovanech pod rybníkem Farář opouští oblast Železných hor.
- Počátecký potok, levostranný přítok Zlatého potoka, prameniště jihozápadně od vrcholu Bučina (534 m n. m.), nedaleko silnice II/340 na katastru Seč spojuje vody v rybníku Dolní Peklo se Zlatým potokem v Podhradské kotlině.
- Zlatý potok, pravostranný přítok Doubravy, prameniště severovýchodně od vrcholu Pod bučinou (542 m n. m.) na katastrálním území Seč, protéká Podhradskou kotlinou a v Třemošnici na rozhraní s Ronovskou kotlinou opouští oblast Železných hor.
- Žejbro, levostranný přítok Novohradky, prameniště s několika zdrojnicemi na loukách ve svahu Dědovského kopce (676 m n. m.) na katastrálním území Kladno u Hlinska, protéká Skutečskou pahorkatinou a ve Vrbatově Kostelci opouští oblast Železných hor.

#### Rybníky
Mezi rybníky s větší plochou patří:
- Bojanovský rybník (katastr Bojanov).
- Groš (katastr Kameničky, průtočný řekou Chrudimkou).
- Horní rybník (katastr Nasavrky)
- Krejcar (katastry Kameničky a Chlumětín v části Krejcar, obtočný, napájený Chlumětínským potokem).
- Malý Černý rybník (katastr Košinov, průtočný potokem Valčice).
- Návesník (katastr Vortová), přírodní památka Návesník (kód ÚSOP 1704).
- Novomlýnský rybník (katastr Bojanov).
- Panský rybník (též Pilský v katastru Krouna, obtočný a napájený potokem Kamenická voda).
- Rohozenský velký rybník (katastr Rohozná u Trhové Kamenice, průtočný Rohozenským potokem, přírodní rezervace Strádovka).
- Trojan (katastr Horní Bezděkov u Bojanova).
- Utopenec (katastr Vortová, průtočný Vortovským potokem), přírodní památka Utopenec (kód ÚSOP 1705).
- Zlámanec (katastr Vortová, průtočný Vortovským potokem), přírodní památka Zlámanec (kód ÚSOP 1637).

#### Rybniční soustavy
Přírodní podmínky vytvořily na několika místech možnosti pro vybudování rybničních soustav:
- Kamenické, též nazývané Trhovokamenické rybníky; Chobot, Mlýnský rybník, Velká Kamenice (Trhová Kamenice), průtočné Chobotovským potokem (v části přírodní památky: Mlýnský rybník a rybník Rohlík, Zadní rybník).
- Kochánovické rybníky; Čabrousek, Perný rybník, Vilém, Hluboký rybník (Trpišov), průtočné bezejmennou vodotečí se dvěma odtoky, z rybníka Perný s potokem Podhůra (levostranný přítok Chrudimky v městě Chrudim) a z Hlubokého rybníka bezejmennou vodotečí, levostranným přítokem Okrouhlického potoka vtékajícího do řeky Chrudimky v katastru Svídnice, podél rybniční soustavy vedena naučná stezka Kolem Kochánovických rybníků (Smrkový Týnec – Kochánovice).
- Ratajské rybníky na území přírodní památky a evropsky významná lokality; Dolní-, Prostřední- a Horní Rataják (Hlinsko), průtočné bezejmennou vodotečí, k rybniční soustavě vedena turistická trasa (Hlinsko, Betlém – rozcestí Ratajské rybníky).
- Rohozenské rybníky; Hubský, ve stejnojmenné přírodní rezervaci, Nový a bezejmenný rybník (Rohozná u Trhové Kamenice), průtočné bezejmennou vodotečí odvádějící vodu do Rohozenského potoka přitékajícího z Rohozenského velkého rybníka (v části přírodní rezervace Strádovka).

#### Vodní díla
Vodní díla v rámci „Generálního programu upravování řek" v českých zemích byla v roce 1903 zahrnuta do plánu výstavby vodních nádrží na řece Chrudimce za účelem akumulace vod pro ochranu území před povodněmi a vylepšení průtoku v době sucha ležících na katastrálních územích Hamry, Seč a Křižanovice a po toku řeky za nimi. V průběhu dalších let byly plány upravovány v důsledku energetických požadavků na výstavbu vodních elektráren souvisejících s rozvojem průmyslu a zaváděním elektřiny do obytných staveb. Vodní díla s výhodou využívají profil koryta řeky v hlubokých údolích sevřených skalními výstupy bočních svahů.
- Vodní nádrž Hamry (v katastrech Hamry a Studnice, na řece Chrudimce v říčním km 93,133), vybudována v letech 1907–1912 se sypanou zemní hrází s výškou koruny 17,7 m nad základovou spárou, původně určená k zadržování velkých vod, od roku 1961 je využívaná také jako vodní zdroj k úpravě na pitnou vodu pro širší oblast kolem Hlinska, oblast vodní nádrže s ochranným pásmem je veřejně nepřístupná.
- Vodní nádrž Seč (v katastrech Seč a Proseč u Seče, na řece Chrudimce v říčním km 50,722), vybudována v letech 1924–1935 v úzké soutěsce mezi skalními výchozy Oheb a Vildštejn s obloukovou zděnou hrází z lomového kamene a výškou koruny 42 m nad základovou spárou, určená k akumulaci vod pro úpravny vody „Seč" a „Monako" a energetickému využití vodní elektrárnou pod přehradní hrází, vodní nádrž je určená i pro sportovní rybolov, sporty a rekreaci.
- Vodní nádrž Padrty (v katastrech Seč a Horní Bezděkov u Bojanova, na řece Chrudimce v říčním km 47,920), vybudována jako vyrovnávací vodní nádrž odtoků z vodního díla Seč, s přímou zemní hrází se železobetonovým jádrem a výškou koruny 8 m nad dnem koryta řeky, v roce 1990 vybavena zařízením pro energetické využití akumulované vody malou vodní elektrárnou.
- Vodní nádrž Křižanovice (v katastrech Křižanovice a České Lhotice, na řece Chrudimce v říčním km 37,150), vybudována v letech 1947–1953 na začátku skalnatého údolí Krkanka, s přímou betonovou hrází a výškou koruny 31,7 m nad základovou spárou, určená k akumulaci vod pro úpravnu vody „Monako" ve Škrovádu, energetické využití v malé vodní elektrárně v přehradní nádrži a ve vodní elektrárně Práčov ležící ve Skutečské pahorkatině.

### Výškové body
Vrcholy je Kameničská vrchovina horopisně nejvyšší krajinnou oblastí Železných hor v části pohoří nazvané Sečská vrchovina. Nejvýraznější jsou dvě pásma s řadou vrcholů, jedno na jihozápadním tzv. železnohorském hřbetu mezi Třemošnicí a Slavíkovem s nejvyšším vrchem Vestec (668 m n. m.) nad Stružineckou pahorkatinou. Druhým pásmem je železnohorský hřeben v centrální části, táhnoucí se od vodní nádrže Seč nad pravým břehem Chrudimky, přibližně v jiho-jihovýchodním směru k prameništi řeky, nad ním nejvyšší bod vrchoviny s názvem U oběšeného (738 m n. m.).
Kratší dvě pásma vrcholů se táhnou od rozhraní se Skutečskou pahorkatinou, jedno nad levým břehem Chrudimky od Slatiňan k vrcholu Bučina (606 m n. m.) nad Podhradskou kotlinou a druhé nad pravým břehem řeky od Nasavrk (Českých Lhotic, s rozhlednou Boiika) ke skalnatému ostrohu (553 m n. m.) se zříceninou hradu Oheb nad vodní nádrží Seč.
Nad levým břehem Chrudimky je několik výrazných vrchů, zhruba od Vratkova se odklání od hlavního železnohorského hřbetu více východněji řada z nich ve směru k Trhové Kamenici se Zuberským kopcem (651 m n. m., pod vrcholovou částí rozhledna Zuberský vrch) nad Stružineckou pahorkatinou. V krajině další výrazné kopce se objevují od soutoku Slubice s Chrudimkou u Vítanova ve směru ke Svratouchu (v oblasti Studnic, Kameniček a Chlumětína).
Železnohorský hřbet na jihozápadním okraji s pásmem vrcholů stoupající nad Stružineckou pahorkatinu (Třemošnice – Slavíkov), vzdálenost cca 18,5 km severní úpatí Kaňkovy hory – vrch Vestec:
- Kaňkovy hory (hřeben až 560 m n. m.), Třemošnice nad Doubravou.
- Javorka (lokalita s radiokomunikační věží, až 530 m n. m.), Javorka.
- Zbohovský kopec (526 m n. m.), Běstvina.
- Na čtvrti (lokalita 517 m n. m.), Hoješín.
- Na hlimči (559 m n. m.), Hoješín.
- U oběšeného (lokalita s výškovým bodem 570 m n. m.), Jeřišno.
- Na vrších (595 m n. m.), Rušinov.
- Bučina (627 m n. m.), Vratkov.
- Spálava (663 m n. m.), Chloumek.
- Vestec (668 m n. m.), katastr Slavíkov, resp. Dolní Vestec, nejvyšší bod Chráněné krajinné oblasti Železné hory.

Svah železnohorské klínové kry na severním okraji (levý břeh řeky Chrudimky), pás vrcholů stoupající nad Podhradskou kotlinu (Chrudim – Prachovice), vzdálenost cca 10 km vrcholy Podhůra – Bučina:
- Podhůra (356 m n. m.), Chrudim, severo-severovýchodně pod vrcholem rozhledna Bára II.
- Hůra (393 m n. m.), Slatiňany.
- Rabštejnek (401 m n. m.), Smrkový Týnec.
- Na chocholce (448 m n. m.), Deblov.
- Smrt (461 m n. m.), Zbyhněvice.
- V borovině (494 m n. m.), Cítkov.
- Kozí hřbet (až 539 m n. m.), na rozhraní katastrů obcí Prachovice a Skoranov.
- Bučina (606 m n. m.), Skoranov.

Železnohorský hřeben centrální části, souvislé a nejdelší pásmo vrcholů táhnoucí od vodní nádrže Seč do oblasti prameniště Chrudimky a Krounky na rozhraní s geomorfologickým okrskem Borovský les (Proseč u Seče – Svratouch), vzdálenost cca 28 km vrcholy Olšina – U oběšeného: 
- Olšina (55 m n. m.), Proseč u Seče.
- Na vrchách (589 m n. m.), Horní Bradlo.
- Borovina (603 m n. m.), Prosíčka u Seče.
- Krásný (617 m n. m.), Krásné.
- Plesný (611 m n. m.), Hodonín u Nasavrk.
- Před Javorným (lokalita s výškovým bodem 619 m n. m.), Rohozná u Trhové Kamenice.
- Svárov (613 m n. m.), Trhová Kamenice.
- V ohradách (lokalita s výškovým bodem 653 m n. m.), Srní.
- Medkovy kopce (638 m n. m.), Holetín.
- Čertovina (655 m n. m.), Vojtěchov u Hlinska, pod zalesněnou vrcholovou částí rozhledové místo (například Skutečská pahorkatina, při dobré viditelnosti Krkonoše, Orlické hory), severovýchodně od vrcholu rozhledna Vojtěchov.
- Dědovský kopec (676 m n. m.), Dědová, svah východně od vrcholu rozhledovým místem (například Skutečská pahorkatina, Štěpánovská a Novohradská stupňovina, při dobré viditelnosti Orlické hory, Králický Sněžník).
- Pešava (697 m n. m.), Jeníkov, významný vrchol, nejvyšší na jihozápad od Dědovského kopce, původně jako nejvyšší bod Železných hor prezentován Geografickým ústavem ČSAV v roce 1987 (publikace Zeměpisným lexikonem ČSR – Hory a nížiny), rozhledové místo (Borovský les, Devítiskalská vrchovina).
- U oběšeného (738 m n. m.), Svratouch, nejvyšší vrchol na jihovýchod od Dědovského kopce, za nejvyšší bod Železných hor prezentován Agenturou ochrany přírody a krajiny ČR v roce 2006 na základě upřesněného vymezení geomorfologických jednotek pomocí digitální techniky (publikace Zeměpisným lexikonem ČR – Hory a nížiny), rozhledové místo (Kameničská vrchovina, Borovský les, Devítiskalská vrchovina).[1]

## Národní geopark Železné hory
Centrální část Kameničské vrchoviny od roku 2012 překrývá Národní geopark Železné hory, prezentuje geologickou historii. Pro účely geoturistiky jsou vybudovány v Kameničské vrchovině informační stanoviště vázající se na příslušné lokality, na některých místech s ukázkami hornin a jejich popisky (Vápenný Podol, Nasavrky). V oblasti Kameničské vrchoviny (Ctětín, Srní) jsou také dosud činné kamenolomy s těžbou žuly, která je příkladem hlubinné vyvřelé horniny (intruzivní hornina). V lokalitě Podhůra nad Chrudimí byl u křižovatky turistických tras vztyčen symbolický menhir z křemencové horniny, pocházející z podloží lokality, nazvaný „Strážce brány Železných hor".
Lokality v geologickém času:
- Starohory (proterozoikum) – Seč (skalnatý ostroh tvořený rulou, pojmenovanou „ohebská", náleží k nejstarším v Železných horách, ve vrcholové části zřícenina hradu Oheb), Štikov (přírodní vyhlídka nad železnohorským zlomem, provrásněné ruly v dosud činném kamenolomu Sloupno).
- Prvohory (paleozoikum) – Deblov (křemence ordoviku se stopami organismů – ichnofosilie), Prachovice (lom na vápenec a vápnité břidlice, vrstvy potvrzující existenci moře – ordovik, silur, devon), Rabštejn (skalní výchozy křemence, vznik kamenného moře v důsledku mrazového zvětrávání), Vápenný Podol (u kostela v obci skalní výchoz devonského vápence).
- Druhohory (mezozoikum) – Rabštejnská Lhota (přírodní památka Na skalách, důkazy o existenci křídového moře).

## Ochrana přírody a krajiny
Z hlediska ochrany přírody a krajiny je Kameničská vrchovina na vymezených lokalitách zvláště chráněným územím ve smyslu Zákona č. 114/1992 Sb., o ochraně přírody a krajiny, s mnoha přírodně a krajinářsky cennými lokalitami. Na jihovýchodě součástí Chráněné krajinné oblasti Žďárské vrchy, zhruba od linie Vojnův Městec – Trhová Kamenice – Hlinsko – Krouna – Pustá Kamenice, severozápadní část v Chráněné krajinné oblasti Železné hory, přibližně od linie Podmoklany – Trhová Kamenice – Vysočina – Včelákov – Nasavrky – Licibořice – Škrovád.

### Chráněné krajinné oblasti
Kameničskou vrchovinu z velké části překrývají územím dvě velkoplošné chráněné krajinné oblasti mající společnou hranici mezi městysem Trhová Kamenice a obcí Vysočina. Od roku 1970 Chráněná krajinná oblast Žďárské vrchy s lokalitami na katastrálních územích Trhová Kamenice, Vysočina, Hlinsko, Krouna, Pustá Kamenice, Svratouch, Herálec, Vortová a Vojnův Městec. V roce 1991 vyhlášena Chráněná krajinná oblast Železné hory s lokalitami na katastrálních územích Trhová Kamenice, Slavíkov, Třemošnice, Seč, Křižanovice, Chrudim, Nasavrky, Včelákov a Vysočina.

### Přírodní rezervace
- Hubský
- Krkanka
- Maršálka
- Oheb
- Polom
- Spálava
- Strádovka
- Vápenice
- Volákův kopec
- Vršovská olšina
- Zubří

### Národní přírodní památka
Kaňkovy hory jsou názvem národní přírodní památky vyhlášené Ministerstvem životního prostředí ČR dne 14. 1. 2016 v katastrálním území Dolní Počátky, Počátky Horní, Javorka, Kubíkovy Duby a Třemošnice nad Doubravou. Předmětem ochrany je přírodní útvar s výskytem lesních ekosystémů bučin, suťových lesů, mokřadních olšin a lužních lesů, biotopu společenstva hnízdících lesních ptáků, též holub doupňák (Columba oenas) a lejsek malý (Ficedula parva) a vzácného a ohroženého čolka horského (Ichthyosaura alpestris, též Triturus alpestris). Malým okrajem zasahuje do Podhradské kotliny v Horních Počátkách nad levým břehem Počáteckého potoka, rozhraní geomorfologických okrsků tvoří východní úpatnice části železnohorského hřbetu s názvem Kaňkovy hory.

### Přírodní památky
- Bahna, Dědová
- Kaštanka, Nasavrky (na rozhraní se Skutečskou pahorkatinou)
- Les na dolíku, Vysočina
- Louky v Jeníkově, Jeníkov
- Mlýnský rybník a rybník Rohlík, Trhová Kamenice
- Na skalách, Rabštejnská Lhota (část v Heřmanoměstecké tabuli)
- Návesník, Vortová
- Polánka, Krásné
- Ratajské rybníky, Hlinsko
- U Tučkovy hájenky, Svratouch
- Upolíny u Kamenice, Trhová Kamenice
- Utopenec, Vortová
- V Koutech, Nasavrky
- Zadní rybník, Trhová Kamenice
- Zlámanec, Vortová

## Kulturní krajina
Osídlování krajiny je spojeno s vnitřní kolonizací Železných hor. Nejdříve vznikaly osady podél vodních toků a na okrajích krajinné oblasti původně s nepřístupnými lesními lokalitami. Těžce přístupná místa v polohách vyšších nadmořských výšek byla ještě ve středověku osídlena jen řídce. U obchodních cest, v okolí zdrojů nerostných surovin, na vyvýšeninách nad vodními toky byla budována hradiště. S příchodem Keltů v 6. až 5. století př. n. l. (starověk) do oblasti dnešní české kotliny (kmeny označovanými názvem Bójové) vzniklo keltské oppidum v oblasti Hradiště (část obce České Lhotice). Větší počet sídelních lokalit vznikal postupně podél řeky, od 17. století nesoucí název Chrudimka, v důsledku snazší dostupnosti, potřeby vodního zdroje a později i využívání vodní energie.
V nejnižších polohách zasahuje okrajem katastru do Kameničské vrchoviny v lokalitě Podhůra město Chrudim, rozkládající se na obou březích řeky, jejíž název byl od města odvozen. Podle archeologických výzkumů se v místě objevilo opevněné sídliště (Pumberky) již kolem 5. století př. n. l. (souvislost s oppidem u Českých Lhotic). Kolem 7. až 8. století se objevují Slované a v oblasti dnešní Chrudimi budují hradiště, z roku 1055 pochází písemná zmínka o Chrudimi. Význam sídelní lokality vzrůstal s budováním obchodní zemské cesty z Čech na Moravu. Ve středověku patřila Chrudim mezi významná města českého království.
Podél řeky pronikali první kolonizátoři hlouběji do centrální části vrchoviny. Poměrně vysoko nad pravým břehem Chrudimky, na rozhraní Kameničské vrchoviny a Skutečské pahorkatiny, vzniklo město Nasavrky (osídlení již Kelty, z roku 1318 první písemný záznam, uváděn majitel Kunrát de Nassawyrch). Dále proti toku řeky nad jejím levým břehem, u jihozápadního okraje krajinné oblasti, vzniklo při získávání úrodné půdy sečením divokých porostů město Seč (název původní osady od slova sečení, z roku 1318 první písemný záznam, uváděn majitel vladyka Svenek de Syeze). V 17. století se stala Seč známá nálezy perlorodky říční v Chrudimce pod Ohebem.
S budováním obchodních cest byly stavěny strážní tvrze, například Hlinecká tvrz (Hlinsko), rybniční tvrz Kamenice (Trhová Kamenice), tvrz Odranec (Svobodné Hamry). Příchodem dalších obyvatel vznikaly zpravidla pod hradišti a kolem tvrzí osady. Na rozvoji osad se podílela rozšiřující se těžba dřeva a nerostných surovin (železná ruda, kámen), zemědělská produkce (len) a řemeslná výroba (hrnčířství, kovářství aj.). Vznikaly především vesnice, v místech s vhodnějším terénem pro další rozšiřování sídel, lepšími podmínkami pro vznik řemesel a obchodu a také s propojením dopravními cestami získávají později některé z obcí statut města (Hlinsko, Nasavrky, Seč, Trhová Kamenice).
Se šířením vzdělanosti na venkov přišel zájem blíže poznat krajinu a její obyvatelé, fenomén krajiny a život na venkově (Hlinsko, Kameničky, Trhová Kamenice a další lokality) se stává námětem literárního zpracování (Karel Václav Rais, 1859–1926) a krajinomalby (Antonín Slavíček, 1870–1910). Zájem architektů a stavitelů (např. František Schmoranz, 1814–1902) přichází s rozvojem výstavby obytných sídel (urbanizace, Chrudim), také úpravami a restaurováním historických staveb (kulturní památky) i jejich stavbou (např. kaple Panny Marie s hrobkou rodiny Rüklů, Dolní Bradlo).
Na mnoha místech vybudována řada lidových a sakrálních staveb, které změnily krajinný ráz a dnes dokumentují historii krajiny (například Betlém Hlinsko, památková rezervace lidových staveb). Některé stavby lidové architektury ohrožené zánikem na původním místě byly ve 20. století soustředěny do muzea v přírodě v obci Vysočina, v sídelní lokalitě Veselý Kopec (již Stružinecká pahorkatina) vytvořena ucelená expozice lidových staveb a technického stavitelství (vodní mlýn, pila aj.) v rámci Muzea v přírodě Vysočina (dříve Soubor lidových staveb Vysočina), expozice je součástí Národního muzea v přírodě.
V roce 1862 vznikl v českých zemích spolek Sokol, na mnoha místech byly založeny tělovýchovné organizace podporující i morální růst českého národa (Trhová Kamenice rok 1892). V bývalém Rakousku-Uhersku byl v listopadu 1867 vydán nový Zákon „O právě spolčovacím" (č. 134/1867 ř.z.) a následně přijata i tzv. prosincová ústava, čímž byly v českých zemích vytvořeny širší podmínky pro zakládání nejrůznějších spolků (vzdělávacích, čtenářských, vlastenecky zaměřených a podporujících českou řeč, též spolek v Trhové Kamenici). Vlastivědné poznávání krajiny podpořil v roce 1888 vznik Klubu českých turistů, později vznikly pobočky (Hlinsko rok 1923).
Významná pro rozvoj vzdělávání na venkově byla první česká encyklopedie publicisty, politika, také účastníka slavnostního svěcení zvonů kaple Panny Marie dne 30. srpna 1894 v Dolním Bradle, vlastence Františka Ladislava Riegra (1818–1903), vydaná v letech 1860–1874 pod názvem Slovník naučný, spoluautor lexikograf, novinář a spisovatel Jakub Josef Dominik Malý (1811–1855). V letech 1888–1909 publikován Ottův slovník naučný, dnes významný v mnoha faktografických datech, zejména z oblasti historie, objevily se veřejné knihovny (Hlinsko rok 1899, podnět dal bývalý spolek národních jednot, dne 21. června 1884 založená Národní jednota pošumavská).
Na podporu českého školství vznikly matice školské (Ústřední matice školská zakládající české školy vznikla 5. prosince 1880). Vzrůstal zájem o historii, založeny muzejní sbírky a muzea (v současnosti Městské muzeum a galerie Hlinsko, historické muzeum vzniklo v roce 1874, jedno z nejstarších v Čechách).

### Jihovýchod krajinné oblasti – CHKO Žďárské vrchy
Oceněním krajiny s její historií, lidovou kulturou a přírodními pozoruhodnostmi bylo v roce 1970 začlenění jihovýchodní části Kameničské vrchoviny (kromě malého území mezi Včelákovem a Krounou) do nově vzniklé Chráněné krajinné oblasti Žďárské vrchy, jejíž jádro v Hornosvratecké vrchovině (Žďárské vrchy) navazuje na krajinnou oblast Železných hor (Sečská vrchovina), přibližně se severozápadními okraji katastrů obcí Svratouch, Svratka, Vortová a severním okrajem obce Herálec. V oblasti horního toku řeky Chrudimky se nachází sídelní celky a přirozená centra, jejichž vznik a vývoj je úzce spjat s krajinou Kameničské vrchoviny, dotvářejí její krajinný ráz a jsou spojené také s jejím uměleckým obrazem. V pramenné oblasti Chrudimky vznikla obec Kameničky, v horním toku řeky město Hlinsko a dále po řece městys Trhová Kamenice.

### Kameničky
Kameničky, obec v Chráněné krajinné oblasti Žďárské vrchy s rozsáhlým prameništěm vodního toku, podle kamenitého koryta původně nazývaného Kamenice, od níž byl název obce odvozen. Filipovský pramen, nejvydatnější zdrojnice řeky, od 17. století s názvem Chrudimka, se nachází na okraji lesního prostoru Humperky (rozhraní katastrů obcí Krouna a Svratouch) v nadmořské výšce 708 m (níže další prameny). Po prudkém svahu stékají vodoteče k Filipovu (část obce Kameničky), podle kterého byl pramen pojmenován, do nadmořské výšky 640 m s rozsáhlými vlhkými loukami a mokřinami.
Souvislost obce s vodním tokem se objevuje ve znaku Kameniček jako modrý vydutý hrot v červeno-stříbrně polceném štítu, součástí vlajky je modrý pruh spolu se třemi zelenými „kopci", symboly vyjadřují souvislost s krajinou, ve které obec leží (znak a vlajka registrována v roce 2000). Nad sídelní zástavbou ve směru k Chlumětínu a Krejcaru se nachází výrazný „Vojtěchův kopec" (673, 8 m n. m.) se zatopeným bývalým kamenolomem (geologicky zajímavá lokalita) v přírodní rezervaci „Volákův kopec". 
Chrudimka v úzkém korytě napájí vodou na jihozápadním okraji obce rybník Groš spolu s málo vydatným Chlumětínským potokem. Druhý největší rybník v katastru byl vyhrabán v oblasti rozsáhlých vlhkých luk, plochou rozsáhlejší je na jižním okraji obce rybník Krejcar (část v katastru Chlumětín). Za rybníkem Groš se Chrudimka zařezává do svahů vrchoviny a v luční nivě meandruje ve směru sídelní lokality Lány. Břehové porosty tvoří olše a vrba, v lesním porostu místní typ borovice, typická pro lesní porost v okolí. Ekotyp borovice se stal podnětem pro vytvoření lesní naučné stezky „Borovice lánská" (zřizovatel Lesy České republiky, Lesní správa Nasavrky), v Krejcarském lese vedená mezi lokalitami „Hliníky" (od silnice II/343, katastr Chlumětín) – „V Mýtě" (katastr Vortová).
Rozvoj původně osady z přelomu 13. a 14. století spojen s přírodními zdroji (dřevo, železná ruda, vodní energie), písemná zmínka pochází z roku 1350 v souvislosti s připojením farnosti k Biskupství litomyšlskému, v roce 1392 součást panství náležejícího k hradu Rychmburk, ve 14. století uváděna v soupisu majetku názvem „Kameniczka", v 15. století osada s rychtou „Rejchlova Kamenice".
V 18. století získal panství Filip Kinský (založil panský ovčín, dnes sídelní lokalita Ovčín). V oblasti Filipova stál původně panský dvorec vzniklý v souvislosti s těžbou dřeva dodávaného pro železárny a sklárny (železná huť vystavěna v lokalitě Lány, železářský hamr v Kameničkách, sklářská Mariánská Huť). Obživa obyvatel se vázala na zemědělství, tkalcovství a řemeslnou výrobou. Pro zpracovatelské firmy v Hlinsku se tkaly tzv. žinylkové koberce a plátno.
V letech 1764–1766 vystavěn na místě dřevěného barokní kostel Nejsvětější Trojice, v roce 1855 zřízena samostatná fara, prvním farářem P. Josef Pardus, působící v Kameničkách od dubna roku 1851 do své smrti v červenci 1892 (pohřben v areálu kostela u hlavního vchodu).
Krajina a život obyvatel byla inspirací pro literární námět, osoba Josefa Parduse literární předlohou pro faráře Antonína Kalouse, hlavní postavu románu „Západ", obec tam pojmenovaná „Studenec", autorem učitel a spisovatel Karel Václav Rais (1859–1926). V literárním díle zmíněn obraz krajiny Železných hor.
Román vyvolal zájem poznat krajinu u českého impresionistického malíře Antonína Slavíčka (1870–1910), na podzim roku 1903 ho spisovatel do Kameniček přivedl. Malíř-krajinář pobýval v obci v letech 1903–1905, svými obrazy (například s názvem „U nás v Kameničkách" a „Volákův kopec") proslavil Kameničky i přírodu Českomoravské vrchoviny. Působila zde řada dalších umělců, i například český malíř Herbert Masaryk (1880–1915), syn prvního československého prezidenta Tomáše Garrigue Masaryka a Charlotty Garrigue Masarykové.

### Hlinsko

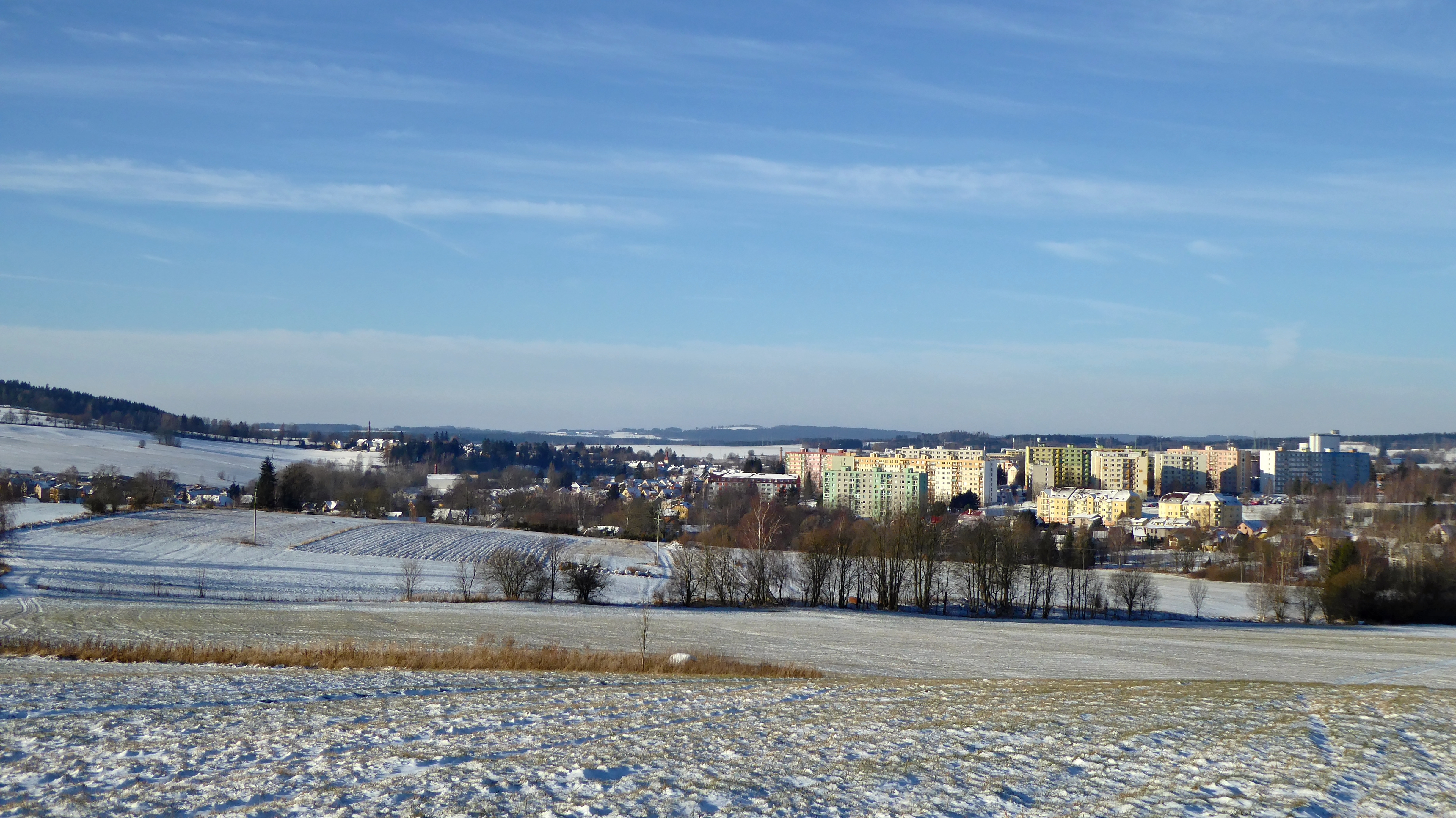
Město Hlinsko se rozkládá v údolí podél obou břehů řeky Chrudimky, výchozí místo pro turistiku v CHKO Žďárské vrchy a v jihovýchodní části Železných hor, na obzoru uprostřed záběru vrchol Vestec (668 m n. m.)

Hlinsko, město v horního toku řeky Chrudimky, přirozené centrum jihovýchodu krajinné oblasti. Původně sídlo nad levým břehem řeky, později se zástavbou i na pravém břehu, ve svahu železnohorského hřebene s Medkovými kopci (638 m n. m.) a Čertovinou (655 m n. m.), severozápadně od vrcholu Pešavy (697 m n. m.).
Intravilán se rozkládá v polohách 550 – 600 m n. m., název odvozen od „hlíny", zeminy typu nezpevněné sedimentární horniny, ložisko kvalitního jílu dalo vzniknout hrnčířství. Původně osada s názvem Hlína (rok 1073), strážní osada ze 12. století při zemské obchodní cestě Čechy – Morava, od 13. století sídelní lokalita Hlinské, povýšení na městečko pravděpodobně za vlády Václava IV., v době husitských válek pod správou husitského hejtmana.
Ve 14. století náleželo k rychmburskému panství (Vartenberkové a další), z erbu pánů z Pardubic odvozen městský znak (polovina bílého koně v kroku, s modrou uzdou v červeném poli), z roku 1413 pochází písemná zmínka o Hlinecké tvrzi, nejstarší dochované stavbě.
V polovině 16. století rozhodl Ferdinand I. o zřízení královské celnice, za vlády Marie Terezie uděleny práva trhu na prodej lnu, plátna, vlny a příze. S rozvojem řemesel vznikala v průběhu 18. století na pravém břehu řeky Chrudimky zástavba lidových stavení nazvaná Betlém (v současnosti vesnická památková rezervace lidových staveb, expozice a sídlo Muzea v přírodě Vysočina, dříve Soubor lidových staveb Vysočina), výrazně měnící vzhled lokality (na místě původních pastvin vystavěna roubená stavení hrnčířů a tkalců).
Zdrojem obživy obyvatel města a okolí bylo také plátenictví a zpracování dřeva, včetně výroby dřevěných hraček (též Krouna). Významné skutečnosti ovlivňující jihovýchod krajinné oblasti a jeho přirozené centrum v průběhu posledních třech stoletích:
19. století
V 19. století se rozvíjí textilní výroba, kožešnictví, v okolí města vzniklo více kamenolomů (těžbu zahájil také lom na tzv. šedomodrou žulu, vlastnosti a tzv. ušlechtilý vzhled kamene využit ve stavitelství, český architekt a teoretik architektury Ladislav Žák (1900–1973) použil žulu v projektu památníku pro pietní místo Ležáky). V roce 1834 získalo Hlinsko statut města, v letech 1865–1919 a také 1949–1960 bylo sídlem okresu. Pro rozvoj města a okolí byl významný rok 1871 s dokončením železniční trati, dnes trať 238 Pardubice – Havlíčkův Brod. Železniční stanice pojmenována „Hlinsko v Čechách", stala se důležitým překladištěm průmyslových výrobků a zboží na jihovýchodě oblasti.
Železniční trať projektována také ve variantě Chrudim – Nasavrky – Trhová Kamenice, na vedení trasy přes Hlinsko měl výrazný podíl národopisec Karel Adámek (1840–1918), rodák z Hlinska, pocházející ze selského rodu v Jeníkově. V roce 1868 vystoupil s podporou českého státoprávního uspořádání na setkání lidu pod Košumberkem, v roce 1874 se podílel na založení muzea v Hlinsku a v roce 1885 sepsal 1. díl práce nazvané Z naší doby (vydaná tiskem v roce 1886), v níž podrobně popisuje demografickou, kulturní a hospodářskou situaci v zemích Koruny české. Jeho syn, etnograf, historik a spisovatel Karel Václav Adámek (1868–1944) je autorem monografie Lid na Hlinecku, spoluzakladatelem národopisného spolku a spoluorganizátorem národopisné výstavy uspořádané v roce 1893 v Hlinsku.
Rozvíjí se spolkový a kulturní život, školství. V letech 1882–1886 byl spisovatel Karel Václav Rais (1859–1926) učitelem na měšťanské škole, dnes budova gymnázia (po spisovateli pojmenované), v románu Západ dal městu název „Skalsko". Se životem města jsou spojeni například lékař, předseda spolku Sokol a starosta František Malínský (1850–1926) a Karel Lidický (1900–1976), sochař a pedagog, také autor pomníku „Obětem války" v Kameničkách.
20. století
Ve 20. století využito kvalitní ložisko hlíny cihelnou stojící v letech 1910–1933, areál cihelny po ukončení provozu byl využit pro továrnu na hračky a od roku 1943 pro elektrotechnický průmysl, nejdříve firmou ESA, po znárodnění přejmenovanou na národní podnik Elektro-Praga, od 90. let 20. století s obchodní značkou ETA.
V oblasti potravinářství založen v roce 1913 pivovar Rychtář, spojený s kvalitním vodním zdrojem, v roce 1939 zahájena výstavba mlékárny zprovozněné v roce 1943 a od roku 1964 označující mlékárenské produkty značkou „Tatra". Výroba zpracovává mléko dodávané zemědělskými farmami ležícími v ekologicky čistém prostředí vrchoviny, přibližně polovinou katastru leží od roku 1970 v Chráněné krajinné oblasti Žďárské vrchy (hranici tvoří silnice I/34).
V Hlinsku vznikají další průmyslové podniky (Technolen, Kara, Plyšan aj.), založeno střední odborné školství, gymnázium, město centrem jihovýchodu vrchoviny a průmyslové centrum okresu Chrudim. V 90. letech končí střední odborné školství a odchází výrobce ETA, ovlivňující zaměstnanost v Hlinsku a okolí.
21. století
V 21. století významnou turistickou destinací Pardubického kraje, propojené dopravními cestami (silnice I/34, železniční trať 238) s celostátní sítí pozemních komunikací, v katastru evropsky významná lokalita a přírodní památka Ratajské rybníky, lyžařská sjezdovka, v areálu památkové rezervace Betlém zřízeno turistické informační centrum.
V Hlinsku a okolních obcích udržovány lidové tradice, každoročně pořádány průvody masek (Masopust), tzv. Masopustní průvody s maskami na Hlinecku zapsány na seznam světového nehmotného kulturního dědictví mezinárodní organizace UNESCO.
Město výchozí do lokalit Železných hor (Sečské vrchoviny) a Hornosvratecké vrchoviny (Žďárských vrchů), spojení autobus, cyklistické a pěší turistické trasy, také směr Herálec, Svratka – Devítiskalská vrchovina a Svratouch – Borovský les.

### Trhová Kamenice
Trhová Kamenice, městys v typické krajině Kameničské vrchoviny. Původně osada u brodu přes řeku, dnes Chrudimku, založena z podnětu kláštera ve Vilémově, z roku 1242 pochází první písemná zmínka. V místě stávala rybniční tvrz s názvem Kamenice (dnes budova muzea s čp. 1) ve vlastnictví vladyky Beneše z Kocúrova (dnes Kocourov).
Koncem 14. století nastává rozvoj oblasti v důsledku budování rybníků, na řece jsou stavěny mlýny, hamry a pily na vodní pohon. Rozsáhlé lesy se staly zdrojem k produkci dřevěného uhlí (Hluboká, Polom), zakládány jsou dřevařské osady v okolí (Veselý Kopec). V roce 1460 drželo práva na deset výročních trhů, v době panování Vladislava II. je uváděna jako městečko se znakem (stříbrný lev v červeném poli). Koncem 17. století bylo dle tzv. josefínského katastru v Kamenici celkem 79 objektů, v roce 1762 byly za vlády Marie Terezie potvrzeny výsadní trhy.
V lokalitě dnešního Mlýnského rybníka (rozhraní se Stružineckou pahorkatinou) byla těžena železná ruda. V roce 1815 přes řeku v místě původního brodu vybudován dřevěný most, v roce 1853 získala statut města a v roce 1859 zahájena stavba pozemní komunikace (dnes silnice II/343) ve směru na Hlinsko.
V roce 1880 na podnět učitele v Trhové Kamenici (1877 – 1881) a spisovatele Karla Václava Raise (1859–1926) založen spolek „Vzdělávací beseda Neruda", uvádí se, že byl ve své době nejaktivnějším spolkem v Železných horách.
Od roku 2006 městys, více kulturních památek, významný ze 13. století původně gotický kostel sv. Filipa a Jakuba (v letech 1737 – 1747 barokně přestavěn) a bývalá tvrz (též fara), dnes muzeum s expozicemi ze života na venkově a také věnované učiteli a spisovateli Karlu Václavu Raisovi. Rodiště významného českého historika a pedagoga Františka Šmahela (1934).
V katastru přírodní památky Mlýnský rybník a rybník Rohlík, Zadní rybník a Upolíny u Kamenice, přírodní rezervace Zubří, Zuberská rozhledna, také lyžařská sjezdovka, výchozí místo do lokalit Kameničské vrchoviny a Stružinecké pahorkatiny.

## Turistika
Turisticky bohatá oblast s významnými geologickými lokalitami a přírodními zajímavostmi Železných hor. Turistům jsou k dispozici informační centra měst Hlinsko, Nasavrky, Seč, Slatiňany (rozhraní s Hrochotýneckou tabulí), v sousedících krajinných oblastech Heřmanův Městec (Chvaletická pahorkatina), Skuteč (Skutečská pahorkatina), Ždírec nad Doubravou (s částí Stružinec ve Stružinecké pahorkatině) a Třemošnice (Podhradská kotlina). Významné je centrum se zázemím mnoha služeb v Chrudimi (s okrajem katastru v Kameničské vrchovině) a také ve Svratce, na rozhraní s Devítiskalskou vrchovinou (Žďárské vrchy).
Kameničská vrchovina je uvedena na mapách Klubu českých turistů v měřítku 1:50 000, s okrajovými oblastmi celkem na čtyřech mapových listech:
- Železné hory (mapový list č. 45, většina oblasti, přibližně v trojúhelníku měst Hlinsko – Slatiňany – Třemošnice).[16]
- Havlíčkobrodsko (mapový list č. 46, jihozápadní okraj oblasti, zejména katastrální území obce Slavíkov s vrchem Vestec).[48]
- Vysokomýtsko a Skutečsko (mapový list č. 47, severovýchodní oblast, zhruba v trojúhelníku Hlinsko – Včelákov – Pustá Kamenice).[49]
- Žďárské vrchy (mapový list č. 48, jihovýchodní oblast, ohraničená přibližně Hlinsko – Pustá Kamenice – Herálec – Vojnův Městec).[12]

### Turistické trasy
Turistické trasy prezentují přírodní a kulturní zajímavosti spoluvytvářející krajinný ráz Kameničské vrchoviny. V jejich průběhu nebo okolí lze objevit více rozhledových míst do krajiny, také z několika rozhleden, za hranicí krajinné oblasti jsou některé s vyhlídkou také do Kameničské vrchoviny, například v dubnu 2017 veřejnosti otevřená Lichnická rozhledna Milada v areálu hradní zříceniny v Podhradské kotlině. Vlastivědné poznání krajiny prostřednictvím naučných stezek prezentují Železné hory.
 Červeně značené:
- Cesta Karla Havlíčka Borovského; úsek Hlinsko – Chlum, část dálkové trasy Hlinsko – Havlíčkova Borová – Havlíčkův Brod věnované českému básníku, novináři a politikovi Karlu Havlíčku Borovskému (1821–1856). Zajímavosti: Svatojánské Lázně (část Hlinska), již na katastrálním území Hamry u cesty kaple sv. Jana Nepomuckého, vodní pramen Pod kaplí a Svatojánsko-lázeňský, Studnice (originální kamenný rozcestník, vrchy Přední- a Zadní Hradiště), od koryta Černého potoka pokračuje Stružineckou pahorkatinou do Chlumu u Hlinska.[12]

- Prachovice – Rabštejnská Lhota; část naučné stezky Historie vápenictví. Zajímavosti: rozsáhlý lom na vápenec (Prachovice, Vápenný Podol), geologická a evropsky významná lokalita Páterova a Podolská jeskyně (nepřístupná).[16]

- Třemošnice – Horní Bradlo; část naučné stezky Krajem Železných hor. Zajímavosti: Hedvičino údolí (rokle na rozhraní s Podhradskou kotlinou), část jihozápadního železnohorského hřbetu, národní přírodní památka Kaňkovy hory, vodní nádrž Seč (Horní Ves), Klokočov (památná Klokočovská lípa, zámek), Modletín (kostel sv. Anny), Lipka (památná Lípa v Lipce – strom roku 2016).[16]

- Trhová Kamenice – Hlinsko; rybníky a bývalé kamenolomy. Zajímavosti: přírodní památka Mlýnský rybník a rybník Rohlík, přírodní památka Zadní rybník, Kamenný vrch (587,0 m), Chobotovský potok, Srní (část Hlinska, zatopené lomy a také činný lom, rybníky).[16]

- Krouna – Svratka; jihovýchodním okrajem Železných hor k rozhraní s Hornosvrateckou vrchovinou. Zajímavosti: Krouna (řeka Krounka, Panský rybník, lesní lokalita Humperky se zdrojnicemi řek Krounky a Chrudimky), Kořenný kopec (666,8 m), Dědová (Dědovský kopec, geologické lokality Humperky a Fortna), přírodní památka Bahna, Kameničky (přírodní rezervace Volákův kopec), Chlumětín (rozhledová místa na Žďárské vrchy), Svratka (informační centrum, historická zvonice, kostel sv. Jana Křtitele, muzeum).[49][12]

 Modře značené:
- Rabštejnská Lhota – Kočičí hrádek (Slatiňany); lesní lokalitou Podhůra (Chrudim). Zajímavosti: přírodní památka Na skalách, část Lesní stezky Podhůra, symbolický menhir z křemence nazvaný Strážce brány Železných hor.[16]
- Horní Bradlo – údolí Krkanka; část vlastivědné trasy Krajem Chrudimky, naučné stezky Historie vápenictví a Keltská. Zajímavosti: vodní nádrž Seč (Ústupky), vrchol Olšina (559 m), zřícenina hradu Oheb a přírodní rezervace Oheb, geomorfologický útvar Markova skála (cca 30 m vysoká), vodní nádrž Padrty (Seč II), Padrtský mlýn, vodní nádrž Křižanovice, lokalita Hradiště (Oppidum České Lhotice), České Lhotice (rozhledna Boiika), Nasavrky (turistické informační centrum, zámek, přírodní památka Kaštanka, skalnaté údolí řeky Chrudimky s přírodní rezervací Krkanka (na rozhraní se Skutečskou pahorkatinou).[16]
- Hlinsko – Herálec; z Kameničské do Devítiskalské vrchoviny. Zajímavosti: Hlinsko (Betlém, památná Lípa u lip), Hamry (lesní lokalita nad vodní nádrží – veřejně nepřístupná), Lány (součást obce Kameničky, památná Sejtkova lípa, kamenný most přes řeku Chrudimku), Devítiskalská vrchovina – Lhoty (Lhotecký kopec), na rozhraní s Kameničskou vrchovinou Herálec (rybník Šantrůček, kostel sv. Kateřiny), dále Devítiskalskou vrchovinou k nejvyššímu vrcholu Devět skal (836 m n. m.).[12]
- Hlinsko – Včelákov; z Kameničské vrchoviny do Skutečské pahorkatiny. Zajímavosti: Hlinsko (lomové rybníky, zatopené bývalé kamenolomy v zalesněném svahu pod Srním), Včelákov (kostel sv. Maří Magdalény, naučná stezka Stopy Ležácké tragédie s památníkem obětí před základní školou), díle Skutečskou pahorkatinou do NKP Ležáky.
- Kostelec u Heřmanova Městce – vodní nádrž Seč (lokalita Na špičce); z Chvaletické pahorkatiny do Kameničské vrchoviny. Zajímavosti: pod vrchem U kalicha (442 m n. m.) vstupuje trasa v lesní lokalitě do krajinné oblasti Kameničské vrchoviny, Vápenný Podol (vápencový lom s krasovými jevy – veřejně nepřístupné jeskyně Páterova a Podolská), prameniště potoků Podolský, Zlatý, Citkovský pod vrchem Na Hranicích (564 m n. m.), Seč (bývalý zámek, turistické informační centrum, kostel sv. Vavřince, kaple sv. Jiří), vodní nádrž Seč (levý břeh Chrudimky, lokalita Na špičce – vyhlídka na vodní nádrž a přehradu z návodní strany, skalní ostroh se zříceninou hradu Oheb a přírodní rezervaci Oheb).[16]
- Sloupno – Podmoklany; na Štikovskou vyhlídku. Zajímavosti: rozhledové místo s památným stromem Štikovská lípa, vyhlídka do údolí Doubravské brázdy (terénní val Dlouhá mez nad železnohorským zlomem), lokality Chotěbořské pahorkatiny s městem Chotěboř (pod vyhlídkou činný kamenolom, těžba ortoruly), Hudeč (suťový vodní pramen).[48]

 Zeleně značené:
- Cesta Františka Kavána; Hlinsko – Trhová Kamenice. Část vlastivědné stezky Krajem Chrudimky, některé úseky v původní trase pojmenované po malíři krajinomalby Františku Kavánovi (1866–1941), otevřené 20. června 1937 bývalým Klubem československých turistů, v roce 2007 obnovená trasa Klubem českých turistů v Hlinsku.[50] Zajímavosti: Hlinsko (městské muzeum, SKI areál), Vítanov (kaple sv. Anny, kaple sv. Jana Křtitele), soutok Slubice a Chrudimky (Stan), na rozhraní se Stružineckou pahorkatinou (Králova pila, nepřístupný historický objekt pily na vodní pohon), Veselý Kopec (expozice Muzea v přírodě Vysočina), Dřevíkov, Svobodné Hamry (náleží mezi nejstarší železářské lokality v Železných horách, zámeček dějištěm povídky Špačci (autor Karel Václav Rais), chalupa čp. 26 v letech 1925–1930 patřila Františku Kavánovi (malíř-krajinář a básník), dochovaný vodní kovací hamr (součást Souboru lidových staveb Vysočina), přírodní památky Zadní rybník a Mlýnský rybník a rybník Rohlík, městys Trhová Kamenice (kulturní památky, rozhledna Zuberský vrch, přírodní rezervace Zubří).[16]
- Horní Bradlo – Trhová Kamenice; části původní přírody Železných hor. Zajímavosti: přírodní rezervace Polom (na dvou lokalitách zbytky jedlobukového pralesa a původních lesních společenstev, jedna z nejstarších přírodních rezervací, vyhlášena již v roce 1933 v bývalém Československu), Hluboká (nedaleko sídelní lokalita Polom s bývalým kostelem sv. Kunhuty a dřevěnou zvonicí), přírodní rezervace a evropsky významná lokalita Zubří, kaple sv. Jana Nepomuckého, Zuberská rozhledna, Zubří.[16]
- Hlinsko – Vojnův Městec; jihovýchodním okrajem Kameničské vrchoviny. Zajímavosti: Hlinsko (pomník Mistra Jana Husa v urnovém háji), Studnice – kamenný rozcestník s názvy tří sv. Patronů české země, pohledově směřující ke kapli sv. Jana Nepomuckého ve Svatojánských Lázních (součást Hlinska), kapli sv. Zdislavy ve Studnicích a kapli sv. Antonína v Zalíbeném, Košinov (bývalý rybník s názvem Velký Černý – revitalizovaná lokalita, realizace Lesy České republiky a rybník Malý Černý – spojený s rychlobruslařkou Martinou Sáblikovou), Devítiskalská vrchovina – Suchý kopec (683,8 m), přírodní památka Suché kopce, dále Kameničská vrchovina s výběžkem na území městyse Vojnův Městec (rozhraní s Dářskou brázdou).[12]
- Hlinsko – Čachnov (železniční stanice); část vlastivědné stezky Krajem Chrudimky a krajiny řeky Krounky. Zajímavosti: Hlinsko (Betlém, pivovar Rychtář), Hamry (vodní nádrž – veřejně nepřístupná), Lány (památná Sejtkova lípa na Lánech, kamenný most přes řeku Chrudimku, od názvu lokality odvozeno jméno pro typickou místní tzv. borovici lánskou – naučná stezka Lesy České republiky), Kameničky (rybník Groš, prameniště řeky Chrudimky), Krouna (lesní lokalita Humperky s Filipovským pramenem řeky Chrudimky, od něho dosažitelné: nejvyšší vrchol U oběšeného (738 m), prameniště řeky Krounky, přírodní památka U Tučkovy hájenky, Filipovská lesní chaloupka, lokalita Míšek s řekou Krounkou, koryto tvoří rozhraní Železných hor a Hornosvratecké vrchoviny (nedaleko přírodní památka Bučina – Spálený kopec).[12]
- Hlinsko – Horní Babákov; nově značená v roce 2017 v úseku od rozcestníku Ratajské rybníky (viz turistická trasa žlutě značená Hlinsko – Kameničky), k přírodní památce a evropsky významné lokalitě Ratajské rybníky, Čertovina (část města Hlinsko), vrchol Medkovy kopce (638 m), Holetín (železniční zastávka na trati 238), Horní Babákov (rozcestník, viz modrá trasa Hlinsko – Včelákov).
- Čejkovice – Slatiňany; část naučné stezky Kolem Kochánovických rybníků. Zajímavosti: Rabštejn (zřícenina hradu), Švýcárna (muzeum starokladrubského koně s podrobnostmi o jeho chovu), zámecký park Slatiňany (16 ha, v úpravě tzv. anglického parku, zámek Slatiňany – hippologické muzeum).[16]
- Běstvina – Seč (pod Ohebem); část naučné stezky Krajem Železných hor. Zajímavosti: Běstvina (zámecký park, kaple sv. Jana Nepomuckého, kostel sv. Jana Křtitele – přestavěný barokně podle Jana Blažeje Santini-Aichla), přechod železnohorského hřbetu a sestup do Podhradské kotliny s Počáteckým potokem (korytem protékal v geologické minulosti vodní tok, dnes s názvem Chrudimka), Seč (kostel sv. Štěpána, kostel sv. Vavřince), Sečská přehrada, zřícenina hradu Vildštejn (nepřístupná), přírodní rezervace Oheb.[16]
- Modletín – přírodní rezervace Spálava; po železnohorském hřbetu do údolí Doubravské brázdy. Zajímavosti: Modletín (kostel sv. Anny), vrchol Spálava (663 m), Spálava (historická zvonička, památná Jiříkova (Spálavská) lípa s legendou týkající se českého krále Jiřího z Poděbrad), Blatnický potok (rozhraní s Doubravskou brázdou).[16]

 Žlutě značené:
- Slavice – Sloupno; trasa v Chráněné krajinné oblasti Železné hory od řeky Chrudimky k vrcholu Vestec. Zajímavosti: vodní nádrž Křižanovice, archeologické naleziště Hradiště (část Keltské naučné stezky), České Lhotice (rozhledna Boiika, Oppidum České Lhotice), vrchol Lhotičky (546 m), hlavní hřeben Železných hor v centrální části s vrcholem Krásný (617 m), Krásné (věž televizního vysílače 182 m vysoká), Horní Bradlo (kaple Panny Marie), Lipka (památný strom Lípa v Lipce – strom roku 2016), vrchol Spálava (663 m), prameniště Blatnického potoka, Chloumek (historická zvonička, prameniště potoka Barovka, nedaleko přírodní rezervace Maršálka), Horní Vestec, odbočka k vrcholu Vestec (668,0 m), nejvyššímu bodu Chráněné krajinné oblasti Železné hory, Sloupno (úpatí Železných hor, rozhraní s Doubravskou brázdou).[16][48]
- Chrudim – Rabštejnská Lhota; brána do Železných hor. Zajímavosti: lokalita Podhůra – Čertova skála (340 m), přírodně sportovní areál (cyklopark, lanový park, lezecká stěna), rozhledna Bára II, menhir s názvem „Strážce brány Železných hor", vrchol Podhůra (356 m), Perný rybník (součást Kochánovické rybniční soustavy), potok Podhůra, Rabštejnská Lhota (přírodní památka Na skalách), lokalita Dubinec, rozhraní Chvaletické pahorkatiny a Heřmanoměstecké tabule.[16]
- Sečská přehrada – Horní Počátky; rekreační lokalitou podél vodní nádrže. Zajímavosti: vyhlídka na vodní nádrž Seč, skalní výstup s hradní zříceninou Oheb, přírodní rezervace Oheb), lokalita Dvorce s Počáteckým potokem (rozhraní s Podhradskou kotlinou.[16]
- Hlinsko – Kameničky; přes železnohorský hřeben. Zajímavosti: Hlinsko (přírodní památka Ratajské rybníky), Dědová (rozvodí Chrudimky, Dědovský kopec, vyhlídka: Kameničská vrchovina, Skutečská pahorkatina, Svitavská pahorkatina, při dobré viditelnosti lokality Východolabské tabule a Orlické tabule, Orlické hory, Králický Sněžník), polní cestou dostupný vrchol Pešava (697 m), prameniště potoků Raná a Blatenský, přírodní památka Bahna, obec Kameničky, přírodní rezervace Volákův kopec, zatopený kamenolom ve vrcholové části Vojtěchův kopec (674 m), geologicky zajímavá lokalita.[49][12]
- Přemilov (Mladiny) – Horní Lhotka (část Dolní Lhotka); přes železnohorský hřbet. Zajímavosti: vrcholová část jihozápadního hřbetu Železných hor, Klokočov (památná Klokočovská lípa), sestup po úbočí k úpatí Železných hor (rozhraní s Doubravskou brázdou).[16]
- Hluboká – Petrkov; krajinnou oblastí u Trhové Kamenice. Zajímavosti: zimní středisko SKI areál Hluboká, městys Trhová Kamenice (muzeum, kostel sv. Filipa a Jakuba), Kamenný vrch (587 m), v zalesněné lokalitě zatopené kamenolomy a přírodní památka Upolíny u Kamenice.[16]

### Rozhledny
- Bára II (Chrudim)
- Boiika (České Lhotice)
- Vojtěchovská rozhledna (Vojtěchov)
- Zuberský vrch (Trhová Kamenice)

## Dopravní cesty
Kameničskou vrchovinou jsou vedeny silnice I. třídy v úseku Chlum – Hlinsko – Krouna (silnice I/34) a v úseku Chrudim – Slatiňany – Trhová Kamenice (silnice I/37), na které jsou navázány silnice nižších tříd.

### Silnice
Silnice I/37, v úseku Chrudim – Nasavrky – Trhová Kamenice navazují:
- silnice II/340 v Chrudimi směr Rabštejnská Lhota – Seč – Běstvina (Doubravská brázda)

- silnice II/337 v Nasavrkách směr Hodonín – Libkov – Bojanov – Seč – Kraskov (Podhradská kotlina), v Hodoníně odbočuje silnice II/344 směr Horní Bradlo – Rušinov – Horní Lhotka (Doubravská brázda)

- silnice II/343 v Trhové Kamenici směr Horní Bradlo – Seč a východním směrem Hlinsko – Kameničky – Svratka (Devítiskalská vrchovina)

Silnice I/34, v úseku Krouna – Hlinsko – Chlum navazují:
- silnice II/354 v Krouně směr Svratouch – Svratka (Devítiskalská vrchovina)

- silnice II/355 v Hlinsku směr Holetín (Skutečská pahorkatina)

- silnice II/343 v Hlinsku směr Trhová Kamenice – Horní Bradlo – Seč a východním směrem Kameničky – Svratka (Devítiskalská vrchovina)

### Železnice
Železnice je zastoupena celostátní dráhou železniční trati 238 (Pardubice – Havlíčkův Brod) v traťových úsecích Pokřikov – Vojtěchov – Holetín – Hlinsko v Čechách – Vítanov a také regionální železniční trati 261 (Svitavy – Žďárec u Skutče) v traťových úsecích Pustá Kamenice – Čachnov – Krouna.